# Tragogomphus
Tragogomphus é um género de libelinha da família Gomphidae.
Este género contém as seguintes espécies:
- Tragogomphus aurivillii Sjöstedt, 1900
- Tragogomphus christinae Legrand, 1992
- Tragogomphus ellioti Legrand, 2002
- Tragogomphus guineensis Martin, 1907
- Tragogomphus mamfei Pinhey, 1961
- Tragogomphus tenaculatus (Fraser, 1926)